# White Guide
White Guide er en svensk guide med anmeldelser og anbefalinger af omkring 800 restauranter i Sverige. Den blev første gang udgivet i 2005, efter en fusion mellem guiderne Vägarnas Bästa og Gourmet 199 Borde. Siden 2013 har man udgivet White Guide Danmark, og i 2014 kom den engelsksprogede White Guide Nordic, med de 300 bedste restauranter i Sverige, Danmark, Norge, Finland, Island, Færøerne, Grønland og Estland. 
Guiden udkommer årligt som bog og app.